# 검은머리황새
검은머리황새(학명: Jabiru mycteria)는 황새과 검은머리황새속에 속한 유일종이자, 황새과에서도 대형종에 속하는 섭금류이다. 아메리카 대륙에서도 멕시코에서 아르헨티나까지 안데스산맥 서쪽령을 제외한 라틴아메리카 전반에 분포하며, 판타나우 습지에서 가장 많이 볼 수 있다. 텍사스주 등 미국 남부에서는 나그네새로 가끔 목격되며, 미국 철새 의정서에 의해 보호를 받는다.